# ژولین روبر
ژولین روبر (فرانسوی: Julien Robert‎؛ زادهٔ ۱۱ دسامبر ۱۹۷۴) ورزشکار دوگانه اهل فرانسه است.